# Lingchuan
Lingchuan  (en chino, 灵川县; pinyin, Língchuān xiàn) es un condado bajo la administración directa de la Prefectura Guilin en la Región autónoma de Guangxi, República Popular China. Su área es de 2301 km² y su población total para 2020 superó los 400 mil habitantes.

## Administración
El condado de Lingchuan se divide en 12 pueblos que se administran en 7 poblados, 3 villas y 2 villa étnicas.